# Kleinschmidtimyia arabica
Kleinschmidtimyia arabica är en tvåvingeart som beskrevs av Deeming 2006. Kleinschmidtimyia arabica ingår i släktet Kleinschmidtimyia och familjen minerarflugor.
Artens utbredningsområde är Oman. Inga underarter finns listade i Catalogue of Life.